# Бассентвейт (озеро)
Бассентвейт (англ. Bassenthwaite Lake) — озеро в Англії, в графстві Камбрія, одна з найбільших водойм Озерного краю. Озеро довге й вузьке, приблизно 4 милі (6,4 км) в довжину й 0,75 милі (1 км) в ширину, а також дуже мілководне, з максимальною глибиною близько 70 футів (21 м).
Бассентвейт — популярне місце для фотографів і спостерігачів за птахами, які спостерігають тут скопу.

## Географія

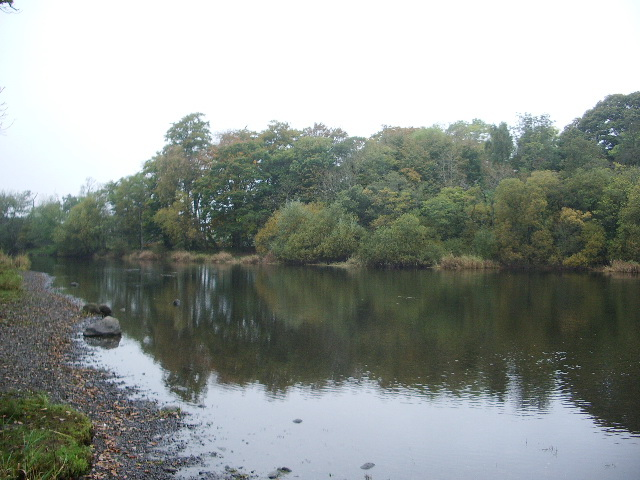
Витік річки Дервент із озера Бассентвейт (жовтень 2007)

Як і інші озера Озерного краю, озеро Бассентвейт лежить у долині, утвореній льодовиком в Останній льодовиковий період.
Озеро лежить біля підніжжя гори Скіддо, поблизу міста Кесвік, на річці Дервент, водами якої й живиться. Між озерами Бассентвейт та Дервент-Вотер, яке розташоване південніше, вище за течією річки Дервент, лежить алювіальна рівнина довжиною 3 милі (5 км). Існувало припущення, що Дервент-Вотер і Бассентуейт колись були єдиним великим озером з алювіальними рівнинами, але поступово розділилися.
Водозбірний басейн озера є найбільшим з усіх озер Озерного краю.
Уздовж західного берега озера проходить автошлях A66.

## Озерна фауна
Озеро Бассентвейт багате на рибу. В ньому водиться лосось, форель, щука, окунь, мересниця, ялець, йорж і вугор, хоча найпоширенішим видом є плотва, яку, як вважають, завезли у вигляді викинутих живців приїжджі рибалки на щуку. Також раніше водилась ряпушка, але в 2001 році її оголосили вимерлою в озері.
В озері ловлять рибу баклани, також можна побачити чапель; на рубежі XIX століття згадувалось про 60 гнізд чаплі в сусідньому лісі Вайтоп.
У 2001 році в Озерному краї після більш ніж ста років почали знову гніздитися скопи. Вони гніздилися біля озера, і з тих пір роблять це регулярно. За ними можна спостерігати з оглядових майданчиків у Додд-Вуді та за допомогою камер відеоспостереження з туристичного центру Вінлаттер-Форест (Whinlatter Forest Visitor Centre).

## Екологія
На якість води негативно впливає велике відкладення осаду, а також існують інші проблеми, такі як забруднення фосфатами. Ці проблеми вирішуються за допомогою Програми відновлення озера Басентвейт. Щоб зменшити потрапляння осадів у озеро, вздовж водотоків висадили більше дерев, а суцільна вирубка існуючого деревного покриву була заборонена завдяки співпраці з Лісовим господарством Англії.
Фосфати сприяють утворенню водоростей. Агентство з охорони навколишнього середовища пояснює неприйнятні рівні фосфатів у водозборі очисними спорудами Кесвіка, насосною станцією Greta Grove і пов'язаним з ними переливом. У 2011 році водопровідна компанія United Utilities була оштрафована на 27 000 фунтів стерлінгів за те, що необроблені стічні води забруднювали прилеглий водотік Пау-Бек. Розпочата в 2011 році програма реконструкції каналізації вартістю 20 мільйонів фунтів стерлінгів спрямована на поліпшення якості води в річці Грета й у самому озері. Проєкт сприятиме видаленню більшої кількості фосфатів.

## Галерея

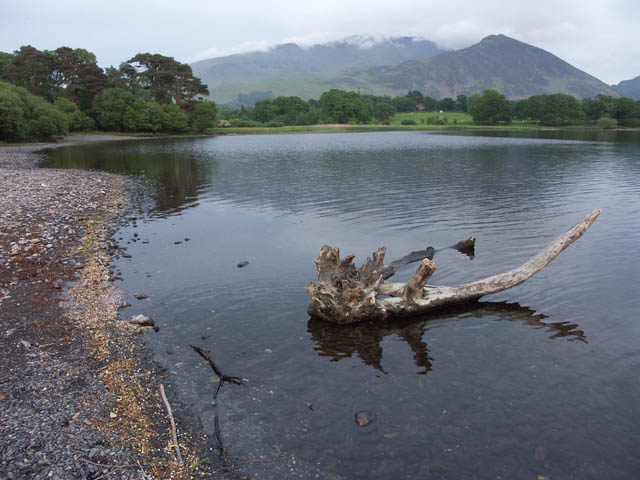
Коряга біля берега (червень 2004)
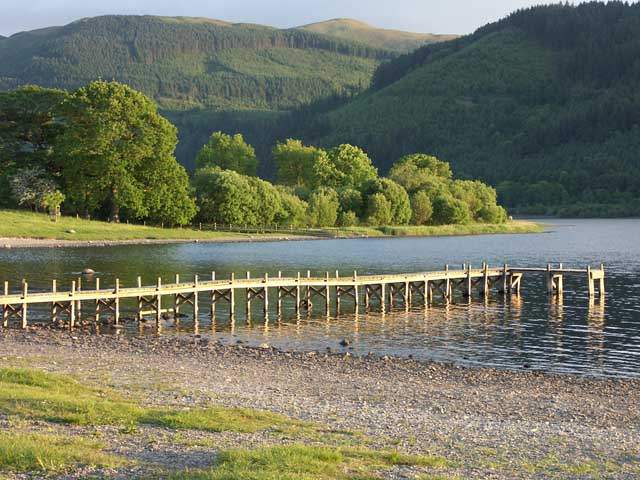
Дерев’яний причал (червень 2004)
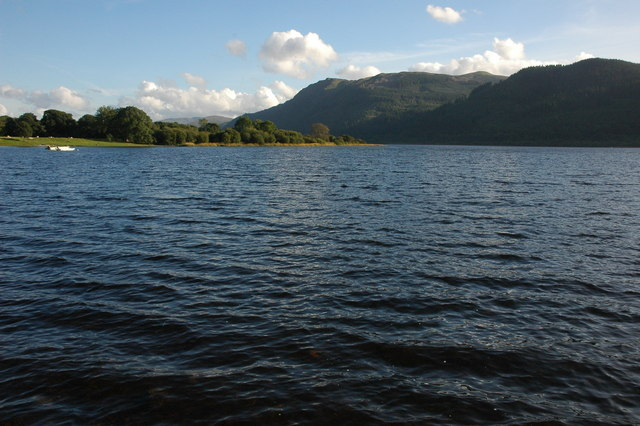
Затока Скарнесс (серпень 2008)